# Pehr Evind Svinhufvud
Pehr Evind Svinhufvud (Sääksmäki, 15 de Dezembro de 1861 — Luumäki, 29 de Fevereiro de 1944) foi o 3° presidente da Finlândia, governando entre 1º de Março de 1931 e 1º de Março de 1937. Antes disso, ele havia sido primeiro-ministro por duas vezes. A primeira, entre os anos de 1917 e 1918, e a segunda, entre 1930 e 1931.

## Carreira
Servindo como advogado, juiz e político no Grão-Ducado russo da Finlândia, desempenhou um papel importante no movimento pela independência finlandesa, porque foi ele quem apresentou a Declaração de Independência ao Parlamento. Em 1917-1918, Svinhufvud foi o primeiro Chefe de Estado da Finlândia independente, primeiro como Presidente do Senado e posteriormente como Protetor de Estado ou Regente. Ele também serviu como primeiro-ministro de 1930 a 1931.

Como um conservador que era forte em sua oposição ao comunismo e à esquerda em geral, Svinhufvud não se tornou um presidente abraçado por todo o povo, embora como o amável Ukko-Pekka ("Velho Pekka"), ele gozasse de grande popularidade. A linha afiada de Svinhufvud como defensora dos direitos legais da Finlândia durante o período de autonomia foi especialmente valorizada desde a década de 1920 até o final da Segunda Guerra Mundial, ao contrário de décadas posteriores. Desde o colapso do comunismo e da União Soviética no início dos anos 1990, a valorização do Svinhufvud começou a aumentar.